# Richard Blackmore (poeta y médico)
Richard Blackmore (22 de enero de 1654 − 9 de octubre de 1729) fue un poeta y médico inglés, recordado principalmente como objeto de sátiras y como ejemplo de mal poeta. Sin embargo fue un respetado médico y escritor religioso.
Nació en Corsham (Wiltshire), hijo de un abogado rico. Fue educado en la escuela de Westminster muy brevemente, y en 1669 entró en St. Edmund Hall (en Oxford). En 1674 recibió su Bachillerato en Artes y en 1676 recibió una maestría. Fue profesor en la universidad por un tiempo, pero en 1682 recibió la herencia de su padre, y usó ese dinero para viajar. Se fue a Francia, Ginebra, y varios lugares de Italia. Estudió dos años en Padua, donde se graduó en medicina. Regresó a Inglaterra a través de Alemania y Holanda, y luego se estableció como médico.
En 1685 se casó con Mary Adams. En 1687, gracias a las conexiones de la familia de ella, consiguió un sitio en el Royal College of Physicians. Tuvo problemas con el Colegio, y fue censurado por despedirse sin permiso. Entre sus actos más notables resalta su firme oposición a un proyecto para la creación de un dispensario gratuito para los pobres en Londres, en 1699. Esta oposición fue satirizada por Samuel Garth en el periódico The Dispensary.

## Críticas
Blackmore es conocido gracias a sus enemigos. The Dispensary, de Garth, lo presentó siempre como un tonto codicioso y banal, pero las críticas del poeta Alexander Pope serían las más duraderas y conocidas. Pope se burló repetidamente de los delirios de grandeza de Blackmore. El Scriblerus Club (formado por el propio Pope, John Gay, John Arbuthnot, Robert Harley, Henry St. John, Jonathan Swift y Thomas Parnell) criticó terriblemente el Three hours after marriage (‘tres horas después del matrimonio’, de 1717) de Blackmore. Pope realizó una recopilación de los textos más tontos de Blackmore en Peri Bathos (1727) y dio una caracterización devastadora del «interminable Blackmore» en The Dunciad (1728), donde dijo que la poesía de Blackmore era tan terrible que incluso podía dormir a un abogado.
La poesía de Blackmore fue considerada muy aburrida («plumbífera»). Sin embargo, el talento especial que le dio fama de «poeta ridículo» provino de su actitud de recurrir a la poesía ―y en especial a la épica―, para fines políticos. Blackmore utilizó la poesía para satirizar y tratar de destruir a las personas de otras facciones políticas.

## Como médico
Blackmore fue reducido ―en gran parte gracias a los versos de Alexander Pope― como un avatar de la estupidez. Estuvo de acuerdo con Thomas Sydenham en que la observación y la experiencia del médico deben tener prioridad sobre cualquier ideal aristotélico o leyes hipotéticas. Rechazó la teoría de los humores de Galeno. En 1720 escribió sobre la peste (en la que murieron unas 100 000 personas en Inglaterra), }en 1722 sobre la viruela, y en 1727 sobre la «consumición» (tuberculosis).

## Muerte
Murió en Boxted (Essex) a los 75 años.
Fue enterrado en su iglesia parroquial, donde más tarde se le construyó un monumento.